# Paraphyllalia degenera
Paraphyllalia degenera är en fjärilsart som beskrevs av Walker 1855. Paraphyllalia degenera ingår i släktet Paraphyllalia och familjen Eupterotidae. Inga underarter finns listade i Catalogue of Life.